# Paryphosmylus
Paryphosmylus is een geslacht van insecten uit de familie van de watergaasvliegen (Osmylidae), die tot de orde netvleugeligen (Neuroptera) behoort.

## Soort
- P. ornatus Krüger, 1913